# Llista de diputats del Parlament de Catalunya (VII Legislatura)
La llista de diputats del Parlament de Catalunya de la setena legislatura és el conjunt de càrrecs electes que han constituït el Parlament de Catalunya des del 5 de novembre de 2003 fins al 8 de setembre de 2006. Els electors de les quatre circumscripcions catalanes escolliren els 135 diputats a les eleccions al Parlament de Catalunya del 16 de novembre de 2003. El parlament estava compost per un total de 5 candidatures, de les quals totes van formar grup propi.

## Composició del Ple del Parlament
|  | Partit  | Barcelona | Girona | Lleida | Tarragona | Total |
|  | ------- | --------- | ------ | ------ | --------- | ----- |
|  | CiU     | 25        | 7      | 7      | 7         | 46    |
|  | PSC-CpC | 29        | 4      | 4      | 5         | 42    |
|  | ERC     | 13        | 4      | 3      | 3         | 23    |
|  | PPC     | 11        | 1      | 1      | 2         | 15    |
|  | ICV-EA  | 7         | 1      | 0      | 1         | 9     |
|  | Total   | 85        | 17     | 15     | 18        | 135   |

De les candidatures admeses a les eleccions, només 5 van rebre representació al Parlament de Catalunya. La candidatura amb més escons va ser Convergència i Unió amb 46 diputats, seguida pel Partit dels Socialistes de Catalunya amb 42 diputats i Esquerra Republicana de Catalunya amb 23 diputats. Ja amb menys, el Partit Popular de Catalunya va aconseguir 15 diputats i Iniciativa per Catalunya Verds - Esquerra Alternativa va obtenir 9. CiU s'imposà en tres de les quatre demarcacions, tanmateix, fou el PSC el qui guanyà en nombre de vots.

## Diputats
El següent llistat recull tots els membres que prengueren l'acta de diputat al llarg de la legislatura. En negreta hi ha ressaltats aquells que finalitzaren la legislatura.

### Mesa
La Mesa és l'òrgan rector col·legiat de la cambra. Les funcions més importants són: ordenar el treball parlamentari, interpretar el Reglament i dirigir els serveis del Parlament. La mesa del parlament està formada per 7 membres: el president/a, 2 vicepresidents i 4 secretaris. El President del Parlament té la representació de la cambra, estableix i manté l'ordre de les discussions i del debat, d'acord amb el Reglament, i vetlla per mantenir l'ordre dins el Parlament. Ernest Benach d'Esquerra Republicana de Catalunya va ser escollit, per primer cop, President de la Cambra amb el suport de 77 dels 135 diputats. La mesa en aquesta legislatura va estar formada per membres de 5 grups parlamentaris.
|  | Nom                     | Imatge                  | Grup parlamentari    | Circumscripció | Legislatures anteriors | Inici mandat          | Fi mandat             | Càrrec                  |
|  | ----------------------- | ----------------------- | -------------------- | -------------- | ---------------------- | --------------------- | --------------------- | ----------------------- |
|  | Ernest Benach i Pascual | Ernest Benach i Pascual | ERC (ERC)            | Tarragona      | IV, V, VI              | 5 de desembre de 2003 | 8 de setembre de 2006 | President del Parlament |
|  | Higini Clotas i Cierco  | Higini Clotas i Cierco  | Socialista (PSC-CpC) | Barcelona      | I, II, III, IV, V, VI  | 5 de desembre de 2003 | 8 de setembre de 2006 | Vicepresident primer    |
|  | Ramon Camp i Batalla    | Ramon Camp i Batalla    | CIU (CDC)            | Barcelona      | I, II, III, IV, V, VI  | 5 de desembre de 2003 | 8 de setembre de 2006 | Vicepresident segon     |
|  | Anna Miranda i Torres   | Anna Miranda i Torres   | CIU (UDC)            | Lleida         |                        | 5 de desembre de 2003 | 8 de setembre de 2006 | Secretaria primera      |
|  | Carme Carretero i Romay | Carme Carretero i Romay | Socialista (PSC-CpC) | Girona         |                        | 5 de desembre de 2003 | 8 de setembre de 2006 | Secretaria segona       |
|  | Rafael Luna i Vivas     | Rafael Luna i Vivas     | PPC                  | Tarragona      | V, VI                  | 5 de desembre de 2003 | 8 de setembre de 2006 | Secretari tercer        |
|  | Elisabet Font Montanyà  | Elisabet Font Montanyà  | ICV-EA (ICV)         | Barcelona      | VI                     | 5 de desembre de 2003 | 8 de setembre de 2006 | Secretaria quarta       |

### Resta del Ple
|  | Nom                                   | Imatge                                | Grup parlamentari    | Circumscripció | Legislatures anteriors | Inici mandat           | Fi mandat              | Càrrec                                               |
|  | ------------------------------------- | ------------------------------------- | -------------------- | -------------- | ---------------------- | ---------------------- | ---------------------- | ---------------------------------------------------- |
|  | Elisenda Albertí i Casas              | Elisenda Albertí i Casas              | ERC                  | Barcelona      |                        | 9 de novembre de 2004  | 8 de setembre de 2006  |                                                      |
|  | Oriol Amorós i March                  | Oriol Amorós i March                  | ERC                  | Barcelona      |                        | 5 de desembre de 2003  | 8 de setembre de 2006  |                                                      |
|  | Maria Teresa Aragonès i Perales       | Maria Teresa Aragonès i Perales       | ERC                  | Barcelona      |                        | 5 de desembre de 2003  | 8 de setembre de 2006  |                                                      |
|  | Jordi Ausàs i Coll                    | Jordi Ausàs i Coll                    | ERC                  | Lleida         | V, VI                  | 5 de desembre de 2003  | 8 de setembre de 2006  |                                                      |
|  | Assumpta Baig i Torras                | Assumpta Baig i Torras                | Socialista (PSC-CpC) | Barcelona      | IV, V, VI              | 5 de desembre de 2003  | 8 de setembre de 2006  |                                                      |
|  | Francesc Xavier Ballabriga i Cases    | Francesc Xavier Ballabriga i Cases    | CIU (CDC)            | Lleida         |                        | 5 de desembre de 2003  | 8 de setembre de 2006  |                                                      |
|  | Miquel Barceló i Roca                 | Miquel Barceló i Roca                 | Socialista (PSC-CpC) | Barcelona      | VI                     | 5 de desembre de 2003  | 2 de setembre de 2004  |                                                      |
|  | Albert Batalla i Siscart              | Albert Batalla i Siscart              | CIU (CDC)            | Lleida         |                        | 5 de desembre de 2003  | 8 de setembre de 2006  |                                                      |
|  | Joan Bertomeu i Bertomeu              | Joan Bertomeu i Bertomeu              | PPC                  | Tarragona      |                        | 5 de desembre de 2003  | 8 de setembre de 2006  |                                                      |
|  | Uriel Bertran i Arrué                 | Uriel Bertran i Arrué                 | ERC                  | Barcelona      |                        | 5 de desembre de 2003  | 8 de setembre de 2006  |                                                      |
|  | Joan Boada i Masoliver                | Joan Boada i Masoliver                | ICV-EA (ICV)         | Barcelona      | V, VI                  | 5 de desembre de 2003  | 8 de setembre de 2006  |                                                      |
|  | Carles Josep Bonet i Revés            | Carles Josep Bonet i Revés            | ERC                  | Barcelona      |                        | 5 de desembre de 2003  | 8 de setembre de 2006  |                                                      |
|  | Meritxell Borràs i Solé               | Meritxell Borràs i Solé               | CIU (CDC)            | Barcelona      | V, VI                  | 6 de maig de 2005      | 8 de setembre de 2006  |                                                      |
|  | Jaume Bosch i Mestres                 |                                       | ICV-EA (ICV)         | Barcelona      |                        | 5 de desembre de 2003  | 8 de setembre de 2006  |                                                      |
|  | Francés Boya Alòs                     | Francés Boya Alòs                     | Socialista (PSC-CpC) | Lleida         | VI                     | 5 de desembre de 2003  | 8 de setembre de 2006  |                                                      |
|  | Maria Dolors Camats i Luis            |                                       | ICV-EA (ICV)         | Barcelona      |                        | 5 de desembre de 2003  | 8 de setembre de 2006  |                                                      |
|  | Josefina Cambra i Giné                | Josefina Cambra i Giné                | CIU                  | Barcelona      |                        | 5 de desembre de 2003  | 8 de setembre de 2006  |                                                      |
|  | Jaume Camps i Rovira                  | Jaume Camps i Rovira                  | CIU (CDC)            | Barcelona      |                        | 5 de desembre de 2003  | 28 d'abril de 2005     |                                                      |
|  | Marta Camps i Torrens                 | Marta Camps i Torrens                 | Socialista (PSC)     | Lleida         | VI                     | 5 de desembre de 2003  | 8 de setembre de 2006  |                                                      |
|  | Carme Capdevila i Palau               | Carme Capdevila i Palau               | ERC                  | Girona         |                        | 5 de desembre de 2003  | 8 de setembre de 2006  |                                                      |
|  | Montserrat Capdevila i Tatché         | Montserrat Capdevila i Tatché         | Socialista (PSC-CpC) | Barcelona      |                        | 16 de juny de 2006     | 8 de setembre de 2006  |                                                      |
|  | Josep Maria Carbonell i Abelló        | Josep Maria Carbonell i Abelló        | Socialista (PSC-CpC) | Barcelona      | V, VI                  | 5 de desembre de 2003  | 17 de juny de 2004     |                                                      |
|  | Jordi Carbonell i Sebarroja           | Jordi Carbonell i Sebarroja           | Socialista (PSC-CpC) | Lleida         |                        | 5 de desembre de 2003  | 8 de juliol de 2005    |                                                      |
|  | Martí Carnicer i Vidal                | Martí Carnicer i Vidal                | Socialista (PSC-CpC) | Tarragona      | II, III, IV, V, VI     | 5 de desembre de 2003  | 9 de gener de 2004     |                                                      |
|  | Josep-Lluís Carod-Rovira              | Josep-Lluís Carod-Rovira              | ERC                  | Barcelona      | III, IV, V, VI         | 5 de desembre de 2003  | 8 de setembre de 2006  | Conseller Primer                                     |
|  | Teresa Carrera i González             | Teresa Carrera i González             | Socialista (PSC-CpC) | Tarragona      |                        | 5 de desembre de 2003  | 8 de setembre de 2006  |                                                      |
|  | Joan Carrera i Pedrol                 | Joan Carrera i Pedrol                 | CIU (UDC)            | Tarragona      | IV, V, VI              | 5 de desembre de 2003  | 8 de setembre de 2006  |                                                      |
|  | Miquel Carrillo i Giralt              | Miquel Carrillo i Giralt              | ERC                  | Barcelona      |                        | 28 de maig de 2005     | 8 de setembre de 2006  |                                                      |
|  | Eudald Casadesús i Barceló            | Eudald Casadesús i Barceló            | CIU (CDC)            | Girona         | IV, V, VI              | 5 de desembre de 2003  | 8 de setembre de 2006  |                                                      |
|  | Josep Casajuana i Pladellorens        | Josep Casajuana i Pladellorens        | Socialista (PSC-CpC) | Barcelona      | VI                     | 13 de setembre de 2004 | 8 de setembre de 2006  |                                                      |
|  | Jordi Casas i Bedós                   | Jordi Casas i Bedós                   | CIU (UDC)            | Barcelona      | V, VI                  | 5 de desembre de 2003  | 8 de setembre de 2006  |                                                      |
|  | Antoni Castellà i Clavé               | Antoni Castellà i Clavé               | CIU (UDC)            | Barcelona      | VI                     | 5 de desembre de 2003  | 8 de setembre de 2006  |                                                      |
|  | Jordi Castells i Guasch               | Jordi Castells i Guasch               | ERC                  | Tarragona      |                        | 13 d'abril de 2004     | 8 de setembre de 2006  |                                                      |
|  | Antoni Castells i Oliveres            | Antoni Castells i Oliveres            | Socialista (PSC-CpC) | Barcelona      | IV                     | 5 de desembre de 2003  | 9 de gener de 2004     | Conseller d'Economia i Finances                      |
|  | Mohammed Chaib Akhdim                 | Mohammed Chaib Akhdim                 | Socialista (PSC)     | Barcelona      |                        | 5 de desembre de 2003  | 8 de setembre de 2006  |                                                      |
|  | Marta Cid i Pañella                   | Marta Cid i Pañella                   | ERC                  | Tarragona      |                        | 5 de desembre de 2003  | 31 de març de 2004     |                                                      |
|  | Maria Dolors Clavell i Nadal          | Maria Dolors Clavell i Nadal          | ICV-EA (Independent) | Barcelona      |                        | 5 de desembre de 2003  | 8 de setembre de 2006  |                                                      |
|  | Josep Lluís Cleries i Gonzàlez        | Josep Lluís Cleries i Gonzàlez        | CIU (CDC)            | Barcelona      |                        | 5 de desembre de 2003  | 8 de setembre de 2006  |                                                      |
|  | Maria Dolors Comas d'Argemir i Cendra | Maria Dolors Comas d'Argemir i Cendra | ICV-EA (ICV)         | Tarragona      |                        | 5 de desembre de 2003  | 8 de setembre de 2006  |                                                      |
|  | Antoni Comín i Oliveres               | Antoni Comín i Oliveres               | Socialista (PSC-CpC) | Barcelona      | VI                     | 28 de juny de 2004     | 8 de setembre de 2006  |                                                      |
|  | Lluís Maria Corominas i Díaz          | Lluís Maria Corominas i Díaz          | CIU (CDC)            | Barcelona      |                        | 5 de desembre de 2003  | 8 de setembre de 2006  |                                                      |
|  | Maria Eugènia Cuenca i Valero         | Maria Eugènia Cuenca i Valero         | CIU (CDC)            | Barcelona      | VI                     | 5 de desembre de 2003  | 8 de setembre de 2006  |                                                      |
|  | Núria de Gispert i Català             | Núria de Gispert i Català             | CiU (UDC)            | Barcelona      |                        | 5 de desembre de 2003  | 8 de setembre de 2006  |                                                      |
|  | Sergi de los Ríos i Martínez          | Sergi de los Ríos i Martínez          | ERC                  | Tarragona      |                        | 5 de desembre de 2003  | 8 de setembre de 2006  |                                                      |
|  | Manuela de Madre Ortega               | Manuela de Madre Ortega               | Socialista (PSC-CpC) | Barcelona      | III, IV, V, VI         | 5 de desembre de 2003  | 8 de setembre de 2006  |                                                      |
|  | Ana del Frago Barés                   | Ana del Frago Barés                   | Socialista (PSC-CpC) | Barcelona      |                        | 5 de desembre de 2003  | 8 de setembre de 2006  |                                                      |
|  | Pilar Dellunde i Clavé                | Pilar Dellunde i Clavé                | ERC                  | Barcelona      |                        | 5 de desembre de 2003  | 8 de setembre de 2006  |                                                      |
|  | José Antonio Donaire Benito           | José Antonio Donaire Benito           | Socialista (PSC)     | Girona         |                        | 16 de gener de 2004    | 8 de setembre de 2006  |                                                      |
|  | Josep Antoni Duran i Lleida           | Josep Antoni Duran i Lleida           | CIU (UDC)            | Barcelona      | VI                     | 5 de desembre de 2003  | 30 de març de 2004     |                                                      |
|  | Pilar Díaz i Romero                   | Pilar Díaz i Romero                   | Socialista (PSC-CpC) | Barcelona      | VI                     | 5 de desembre de 2003  | 8 de setembre de 2006  |                                                      |
|  | Ramon Espadaler i Parcerisas          | Ramon Espadaler i Parcerisas          | CIU (UDC)            | Barcelona      | IV, V, VI              | 5 de desembre de 2003  | 8 de setembre de 2006  |                                                      |
|  | Ramon Espasa i Oliver                 | Ramon Espasa i Oliver                 | Socialista (PSC-CpC) | Barcelona      | I, II, VI              | 5 de desembre de 2003  | 8 de setembre de 2006  |                                                      |
|  | Pere Esteve i Abad                    | Pere Esteve i Abad                    | ERC                  | Barcelona      | IV                     | 5 de desembre de 2003  | 29 de desembre de 2003 | Conseller de Comerç, Turisme i Consum                |
|  | Miquel Àngel Estradé i Palau          | Miquel Àngel Estradé i Palau          | ERC                  | Lleida         |                        | 5 de desembre de 2003  | 8 de setembre de 2006  |                                                      |
|  | Teresa Estruch Mestres                | Teresa Estruch Mestres                | Socialista (PSC-CpC) | Barcelona      |                        | 13 de gener de 2004    | 8 de setembre de 2006  |                                                      |
|  | Josep Lluís Fernández i Burgui        | Josep Lluís Fernández i Burgui        | CIU (UDC)            | Barcelona      | V, VI                  | 31 de gener de 2005    | 8 de setembre de 2006  |                                                      |
|  | Bernardo Fernández Martínez           | Bernardo Fernández Martínez           | Socialista (PSC-CpC) | Barcelona      | VI                     | 13 de gener de 2004    | 8 de setembre de 2006  |                                                      |
|  | Antoni Fernández i Teixidó            | Antoni Fernández i Teixidó            | CIU (CDC)            | Barcelona      | III, VI                | 5 de desembre de 2003  | 8 de setembre de 2006  |                                                      |
|  | Joan Ferran i Serafini                | Joan Ferran i Serafini                | Socialista (PSC-CpC) | Barcelona      | IV, V, VI              | 5 de desembre de 2003  | 8 de setembre de 2006  |                                                      |
|  | Carme Figueras i Siñol                | Carme Figueras i Siñol                | Socialista (PSC-CpC) | Barcelona      | V, VI                  | 5 de desembre de 2003  | 8 de setembre de 2006  |                                                      |
|  | Josep Maria Freixanet i Mayans        | Josep Maria Freixanet i Mayans        | ERC                  | Barcelona      |                        | 5 de desembre de 2003  | 8 de setembre de 2006  |                                                      |
|  | Joan Galceran i Margarit              | Joan Galceran i Margarit              | Socialista (PSC-CpC) | Barcelona      | VI                     | 13 de gener de 2004    | 8 de setembre de 2006  |                                                      |
|  | Eva García Rodríguez                  | Eva García Rodríguez                  | PPC                  | Barcelona      |                        | 5 de desembre de 2003  | 8 de setembre de 2006  |                                                      |
|  | Àngela Gassó i Closa                  | Àngela Gassó i Closa                  | Socialista (PSC-CpC) | Barcelona      | VI                     | 13 de gener de 2004    | 8 de setembre de 2006  |                                                      |
|  | Marina Geli i Fàbrega                 | Marina Geli i Fàbrega                 | Socialista (PSC-CpC) | Girona         | V, VI                  | 5 de desembre de 2003  | 29 de desembre de 2003 | Consellera de Salut                                  |
|  | Carme Laura Gil i Miró                | Carme Laura Gil i Miró                | CIU (CDC)            | Lleida         |                        | 5 de desembre de 2003  | 8 de setembre de 2006  |                                                      |
|  | Manuela González i Griñán             | Manuela González i Griñán             | Socialista (PSC-CpC) | Girona         |                        | 12 de maig de 2006     | 8 de setembre de 2006  |                                                      |
|  | Josep Grau i Seris                    | Josep Grau i Seris                    | CIU (CDC)            | Lleida         | VI                     | 5 de desembre de 2003  | 8 de setembre de 2006  |                                                      |
|  | Francesc Homs i Ferret                | Francesc Homs i Ferret                | CIU (CDC)            | Barcelona      |                        | 5 de desembre de 2003  | Error: temps no vàlid  |                                                      |
|  | Francesc Homs i Molist                | Francesc Homs i Molist                | CIU (CDC)            | Barcelona      |                        | 5 de desembre de 2003  | 8 de setembre de 2006  |                                                      |
|  | Josep Huguet i Biosca                 | Josep Huguet i Biosca                 | ERC                  | Barcelona      | V, VI                  | 5 de desembre de 2003  | 28 d'octubre de 2004   | Conseller de Comerç, Turisme i Consum                |
|  | Manuel Ibarz i Casadevall             | Manuel Ibarz i Casadevall             | PPC                  | Girona         |                        | 30 de març de 2004     | 8 de setembre de 2006  |                                                      |
|  | Miquel Iceta i Llorens                | Miquel Iceta i Llorens                | Socialista (PSC-CpC) | Barcelona      | VI                     | 5 de desembre de 2003  | 8 de setembre de 2006  |                                                      |
|  | Juan Manuel Jaime Ortea               | Juan Manuel Jaime Ortea               | Socialista (PSC-CpC) | Barcelona      | VI                     | 13 de gener de 2004    | 8 de setembre de 2006  |                                                      |
|  | Teresa Josa de Riu                    | Teresa Josa de Riu                    | Socialista (PSC-CpC) | Lleida         |                        | 18 de juliol de 2005   | 8 de setembre de 2006  |                                                      |
|  | Roberto Edgardo Labandera Ganachipi   | Roberto Edgardo Labandera Ganachipi   | Socialista (PSC-CpC) | Barcelona      | VI                     | 13 de gener de 2004    | 8 de setembre de 2006  |                                                      |
|  | Joan López Alegre                     | Joan López Alegre                     | PPC                  | Barcelona      |                        | 30 de març de 2004     | 8 de setembre de 2006  |                                                      |
|  | Agustí Lluís López i Pla              | Agustí Lluís López i Pla              | CIU (CDC)            | Lleida         | VI                     | 5 de desembre de 2003  | 8 de setembre de 2006  |                                                      |
|  | Rafael López Rueda                    | Rafael López Rueda                    | PPC                  | Barcelona      |                        | 5 de desembre de 2003  | 8 de setembre de 2006  |                                                      |
|  | Marina Llansana i Rosich              | Marina Llansana i Rosich              | ERC                  | Barcelona      |                        | 5 de desembre de 2003  | 8 de setembre de 2006  | Secretaria quarta                                    |
|  | Joaquim Llena i Cortina               | Joaquim Llena i Cortina               | Socialista (PSC-CpC) | Lleida         | VI, VII                | 5 de desembre de 2003  | 9 de maig de 2006      |                                                      |
|  | Josep Llobet Navarro                  | Josep Llobet Navarro                  | PPC                  | Barcelona      |                        | 5 de desembre de 2003  | 8 de setembre de 2006  |                                                      |
|  | Marta Llorens i Garcia                | Marta Llorens i Garcia                | CIU (UDC)            | Barcelona      |                        | 5 de desembre de 2003  | 8 de setembre de 2006  |                                                      |
|  | Pere Macias i Arau                    | Pere Macias i Arau                    | CIU (CDC)            | Girona         | V, VI                  | 5 de desembre de 2003  | 8 de setembre de 2006  |                                                      |
|  | Ernest Maragall i Mira                | Ernest Maragall i Mira                | Socialista (PSC-CpC) | Barcelona      |                        | 5 de desembre de 2003  | 9 de gener de 2004     |                                                      |
|  | Pasqual Maragall i Mira               | Pasqual Maragall i Mira               | Socialista (PSC-CpC) | Barcelona      | III, IV, VI            | 5 de desembre de 2003  | 8 de setembre de 2006  | President de la Generalitat                          |
|  | Artur Mas i Gavarró                   | Artur Mas i Gavarró                   | CIU (CDC)            | Barcelona      | V, VI                  | 5 de desembre de 2003  | 8 de setembre de 2006  | Cap de l'oposició                                    |
|  | Carme Mas i Morillas                  | Carme Mas i Morillas                  | Socialista (PSC-CpC) | Tarragona      |                        | 22 de juny de 2006     | 8 de setembre de 2006  |                                                      |
|  | Àlex Masllorens i Escubós             | Àlex Masllorens i Escubós             | Socialista (PSC-CpC) | Tarragona      |                        | 5 de desembre de 2003  | 1 de juny de 2006      |                                                      |
|  | Josep Micaló i Aliu                   | Josep Micaló i Aliu                   | CIU                  | Girona         | IV, V, VI              | 5 de desembre de 2003  | 8 de setembre de 2006  |                                                      |
|  | Caterina Mieras i Barceló             | Caterina Mieras i Barceló             | Socialista (PSC-CpC) | Barcelona      | VI                     | 5 de desembre de 2003  | 29 de desembre de 2003 | Consellera de Cultura                                |
|  | Jordi Miralles i Conte                | Jordi Miralles i Conte                | ICV-EA (EUiA)        | Barcelona      |                        | 5 de desembre de 2003  | 8 de setembre de 2006  |                                                      |
|  | Carmel Mòdol i Bresolí                | Carmel Mòdol i Bresolí                | ERC                  | Lleida         |                        | 5 de desembre de 2003  | 8 de setembre de 2006  |                                                      |
|  | Jordi Montanya i Mías                 | Jordi Montanya i Mías                 | PPC                  | Lleida         |                        | 5 de desembre de 2003  | 8 de setembre de 2006  |                                                      |
|  | Dolors Montserrat i Culleré           | Dolors Montserrat i Culleré           | PPC                  | Barcelona      | III, IV, V, VI         | 5 de desembre de 2003  | 8 de setembre de 2006  |                                                      |
|  | Mateu Montserrat i Miquel             | Mateu Montserrat i Miquel             | CIU                  | Tarragona      |                        | 5 de desembre de 2003  | 8 de setembre de 2006  |                                                      |
|  | Dolors Nadal i Aymerich               | Dolors Nadal i Aymerich               | PPC                  | Lleida         | V, VI                  | 5 de desembre de 2003  | 24 de març de 2004     |                                                      |
|  | Joaquim Nadal i Farreras              | Joaquim Nadal i Farreras              | Socialista (PSC-CpC) | Girona         | II, III, IV, V, VI     | 5 de desembre de 2003  | 8 de setembre de 2006  | Conseller de Política Territorial i Obres Públiques  |
|  | Manel Nadal i Farreras                | Manel Nadal i Farreras                | Socialista (PSC-CpC) | Girona         | II, III, IV, V, VI     | 5 de desembre de 2003  | 9 de gener de 2004     |                                                      |
|  | Joan Miquel Nadal i Malé              | Joan Miquel Nadal i Malé              | CIU (CDC)            | Tarragona      | VI                     | 5 de desembre de 2003  | 8 de setembre de 2006  |                                                      |
|  | Oriol Nel·lo i Colom                  | Oriol Nel·lo i Colom                  | Socialista (PSC-CpC) | Girona         | VI                     | 5 de desembre de 2003  | 9 de gener de 2004     |                                                      |
|  | Isabel Nonell i Torras                | Isabel Nonell i Torras                | ERC                  | Lleida         |                        | 15 de gener de 2004    | 8 de setembre de 2006  |                                                      |
|  | María Ángeles Olano García            | María Ángeles Olano García            | PPC                  | Barcelona      |                        | 5 de desembre de 2003  | 8 de setembre de 2006  |                                                      |
|  | Esteve Orriols i Sendra               | Esteve Orriols i Sendra               | CIU (CDC)            | Barcelona      | II, III, IV, V, VI     | 5 de desembre de 2003  | 8 de setembre de 2006  |                                                      |
|  | Belén Pajares Ribas                   | Belén Pajares Ribas                   | PPC                  | Barcelona      |                        | 5 de desembre de 2003  | 8 de setembre de 2006  |                                                      |
|  | Joaquim Josep Paladella Curto         | Joaquim Josep Paladella Curto         | Socialista (PSC-CpC) | Tarragona      |                        | 23 de gener de 2004    | 8 de setembre de 2006  |                                                      |
|  | Josep Maria Pelegrí i Aixut           | Josep Maria Pelegrí i Aixut           | CIU (UDC)            | Lleida         |                        | 5 de desembre de 2003  | 8 de setembre de 2006  |                                                      |
|  | Carles Pellicer i Punyed              | Carles Pellicer i Punyed              | CIU (CDC)            | Tarragona      | VI                     | 5 de desembre de 2003  | 8 de setembre de 2006  |                                                      |
|  | David Pérez i Ibáñez                  | David Pérez i Ibáñez                  | Socialista (PSC-CpC) | Barcelona      | VI                     | 5 de desembre de 2003  | 8 de setembre de 2006  |                                                      |
|  | Lluís Miquel Pérez Segura             | Lluís Miquel Pérez Segura             | Socialista (PSC-CpC) | Tarragona      |                        | 5 de desembre de 2003  | 8 de setembre de 2006  |                                                      |
|  | Josep Piqué i Camps                   | Josep Piqué i Camps                   | PPC                  | Barcelona      |                        | 5 de desembre de 2003  | 8 de setembre de 2006  |                                                      |
|  | Josep Poblet i Tous                   | Josep Poblet i Tous                   | CIU (CDC)            | Tarragona      |                        | 5 de desembre de 2003  | 8 de setembre de 2006  |                                                      |
|  | Josep Pont i Sans                     | Josep Pont i Sans                     | CIU (CDC)            | Lleida         |                        | 5 de desembre de 2003  | 8 de setembre de 2006  |                                                      |
|  | Carme Porta i Abad                    | Carme Porta i Abad                    | ERC                  | Barcelona      | VI                     | 5 de desembre de 2003  | 8 de setembre de 2006  |                                                      |
|  | Josep Lluís Postigo i Garcia          | Josep Lluís Postigo i Garcia          | ICV-EA (ICV)         | Girona         |                        | 5 de desembre de 2003  | 8 de setembre de 2006  |                                                      |
|  | Consol Prados i Martínez              | Consol Prados i Martínez              | Socialista (PSC-CpC) | Barcelona      |                        | 5 de desembre de 2003  | 1 de juny de 2006      |                                                      |
|  | Felip Puig i Godes                    | Felip Puig i Godes                    | CIU (CDC)            | Barcelona      |                        | 5 de desembre de 2003  | 8 de setembre de 2006  |                                                      |
|  | Carles Puigdomènech i Cantó           | Carles Puigdomènech i Cantó           | CIU                  | Barcelona      | VI                     | 5 de desembre de 2003  | 8 de setembre de 2006  |                                                      |
|  | Esteve Pujol i Badà                   | Esteve Pujol i Badà                   | Socialista (PSC-CpC) | Girona         |                        | 2 de gener de 2004     | 8 de setembre de 2006  |                                                      |
|  | Oriol Pujol i Ferrusola               | Oriol Pujol i Ferrusola               | CIU (CDC)            | Barcelona      |                        | 5 de desembre de 2003  | 8 de setembre de 2006  |                                                      |
|  | Alfons Quera i Carré                  | Alfons Quera i Carré                  | ERC                  | Girona         |                        | 5 de desembre de 2003  | 8 de setembre de 2006  |                                                      |
|  | Josep Maria Rañé i Blasco             | Josep Maria Rañé i Blasco             | Socialista (PSC-CpC) | Barcelona      | III, IV, V, VI         | 5 de desembre de 2003  | 29 de desembre de 2003 |                                                      |
|  | Joan Raventós i Pujadó                | Joan Raventós i Pujadó                | CIU (CDC)            | Barcelona      | V, VI                  | 5 de desembre de 2003  | 8 de setembre de 2006  |                                                      |
|  | Lluís Miquel Recoder i Miralles       | Lluís Miquel Recoder i Miralles       | CIU (CDC)            | Barcelona      | VI                     | 5 de desembre de 2003  | 8 de setembre de 2006  |                                                      |
|  | Maria Glòria Renom i Vallbona         | Maria Glòria Renom i Vallbona         | CIU (CDC)            | Barcelona      |                        | 5 de desembre de 2003  | 8 de setembre de 2006  |                                                      |
|  | Elena Ribera i Garijo                 | Elena Ribera i Garijo                 | CIU (UDC)            | Girona         |                        | 5 de desembre de 2003  | 8 de setembre de 2006  |                                                      |
|  | Joan Ridao i Martín                   | Joan Ridao i Martín                   | ERC                  | Barcelona      | V, VI                  | 5 de desembre de 2003  | 8 de setembre de 2006  |                                                      |
|  | Albert Riera i Pairó                  | Albert Riera i Pairó                  | CIU (UDC)            | Girona         |                        | 5 de desembre de 2003  | 8 de setembre de 2006  |                                                      |
|  | Irene Rigau i Oliver                  | Irene Rigau i Oliver                  | CIU (CDC)            | Girona         |                        | 5 de desembre de 2003  | 8 de setembre de 2006  |                                                      |
|  | Maria Mercè Roca i Perich             | Maria Mercè Roca i Perich             | ERC                  | Girona         |                        | 5 de desembre de 2003  | 8 de setembre de 2006  |                                                      |
|  | Conxita Rodríguez Cara                | Conxita Rodríguez Cara                | Socialista (PSC-CpC) | Barcelona      |                        | 16 de juny de 2006     | 8 de setembre de 2006  |                                                      |
|  | Santiago Rodríguez Serra              | Santiago Rodríguez Serra              | PPC                  | Barcelona      |                        | 5 de desembre de 2003  | 8 de setembre de 2006  |                                                      |
|  | Joan Maria Roig i Grau                | Joan Maria Roig i Grau                | CIU (CDC)            | Tarragona      | IV, V, VI              | 5 de desembre de 2003  | 8 de setembre de 2006  |                                                      |
|  | Joan Roma i Cunill                    | Joan Roma i Cunill                    | Socialista (PSC-CpC) | Barcelona      | III, IV, V, VI         | 5 de desembre de 2003  | 8 de setembre de 2006  |                                                      |
|  | Manel Royes i Vila                    | Manel Royes i Vila                    | Socialista (PSC-CpC) | Barcelona      |                        | 5 de desembre de 2003  | 22 de gener de 2004    |                                                      |
|  | Josep Rull i Andreu                   | Josep Rull i Andreu                   | CIU (CDC)            | Barcelona      | V, VI                  | 5 de desembre de 2003  | 8 de setembre de 2006  |                                                      |
|  | Joan Sabaté i Borràs                  | Joan Sabaté i Borràs                  | Socialista (PSC-CpC) | Tarragona      |                        | 5 de desembre de 2003  | 8 de setembre de 2006  |                                                      |
|  | Alicia Sánchez-Camacho Pérez          | Alicia Sánchez-Camacho Pérez          | PPC                  | Girona         | VI                     | 5 de desembre de 2003  | 24 de març de 2004     |                                                      |
|  | Francesc Sancho i Serena              | Francesc Sancho i Serena              | CIU (CDC)            | Tarragona      |                        | 5 de desembre de 2003  | 8 de setembre de 2006  |                                                      |
|  | Lídia Santos i Arnau                  | Lídia Santos i Arnau                  | Socialista (PSC-CpC) | Barcelona      |                        | 5 de desembre de 2003  | 8 de setembre de 2006  |                                                      |
|  | Joan Saura i Laporta                  | Joan Saura i Laporta                  | ICV-EA (ICV)         | Barcelona      | III, IV                | 5 de desembre de 2003  | 8 de setembre de 2006  | Conseller de Relacions Institucionals i Participació |
|  | Núria Segú i Ferré                    | Núria Segú i Ferré                    | Socialista (PSC-CpC) | Tarragona      | VI                     | 5 de desembre de 2003  | 1 de juny de 2006      |                                                      |
|  | Teresa Serra i Majem                  | Teresa Serra i Majem                  | Socialista (PSC-CpC) | Barcelona      | VI                     | 5 de desembre de 2003  | 8 de setembre de 2006  |                                                      |
|  | Daniel Sirera Bellés                  | Daniel Sirera Bellés                  | PPC                  | Barcelona      | V, VI                  | 5 de desembre de 2003  | 8 de setembre de 2006  |                                                      |
|  | Jordi Terrades i Santacreu            | Jordi Terrades i Santacreu            | Socialista (PSC-CpC) | Barcelona      | VI                     | 27 de gener de 2004    | 8 de setembre de 2006  |                                                      |
|  | Montserrat Tura i Camafreita          | Montserrat Tura i Camafreita          | Socialista (PSC-CpC) | Barcelona      | IV, V, VI              | 5 de desembre de 2003  | 29 de desembre de 2003 | Consellera d'Interior                                |
|  | Jordi Turull i Negre                  | Jordi Turull i Negre                  | CIU (CDC)            | Barcelona      |                        | 2 d'abril de 2004      | 8 de setembre de 2006  |                                                      |
|  | Carme Valls i Llobet                  | Carme Valls i Llobet                  | Socialista (PSC-CpC) | Barcelona      | VI                     | 5 de desembre de 2003  | 8 de setembre de 2006  |                                                      |
|  | Josep Maria Vallès i Casadevall       | Josep Maria Vallès i Casadevall       | Socialista (PSC-CpC) | Barcelona      | VI                     | 5 de desembre de 2003  | 8 de setembre de 2006  | Conseller de Justícia                                |
|  | Francesc Vendrell i Bayona            | Francesc Vendrell i Bayona            | PPC                  | Barcelona      | VI                     | 5 de desembre de 2003  | 8 de setembre de 2006  |                                                      |
|  | Xavier Vendrell i Segura              | Xavier Vendrell i Segura              | ERC                  | Barcelona      | VI                     | 5 de desembre de 2003  | 21 de maig de 2005     |                                                      |
|  | Pere Vigo i Sallent                   | Pere Vigo i Sallent                   | ERC                  | Girona         | VI                     | 5 de desembre de 2003  | 8 de setembre de 2006  |                                                      |
|  | Flora Vilalta i Sospedra              | Flora Vilalta i Sospedra              | Socialista (PSC-CpC) | Barcelona      | VI                     | 5 de desembre de 2003  | 8 de setembre de 2006  |                                                      |
|  | Esteve Vilanova i Vilà                | Esteve Vilanova i Vilà                | CIU                  | Girona         |                        | 5 de desembre de 2003  | 8 de setembre de 2006  |                                                      |

### Substitucions
|  | Dip. renuncia                  | G. parl.             | Baixa      | Motiu | Dip. successor                      | G. parl.             | Alta       |
|  | ------------------------------ | -------------------- | ---------- | --- | ----------------------------------- | -------------------- | ---------- |
|  | Caterina Mieras i Barceló      | Socialista (PSC-CpC) | 29/12/2003 | Renuncia a la condició de diputada, després de ser nomenada Consellera de Cultura                                 | Roberto Edgardo Labandera Ganachipi | Socialista (PSC-CpC) | 13/01/2004 |
|  | Josep Maria Rañé i Blasco      | Socialista (PSC-CpC) | 29/12/2003 | Renuncia a la condició de diputat, després de ser nomenat conseller de Treball i Indústria                        | Juan Manuel Jaime Ortea             | Socialista (PSC-CpC) | 13/01/2004 |
|  | Montserrat Tura i Camafreita   | Socialista (PSC-CpC) | 29/12/2003 | Renuncia a la condició de diputada, després de ser nomenada Consellera d'Interior                                 | Bernardo Fernández Martínez         | Socialista (PSC-CpC) | 13/01/2004 |
|  | Pere Esteve i Abad             | ERC                  | 29/12/2003 | Renuncia a la condició de diputat, després de ser nomenat Conseller de Comerç, Turisme i Consum                   | Isabel Nonell i Torras              | ERC                  | 15/01/2004 |
|  | Marina Geli i Fàbrega          | Socialista (PSC-CpC) | 29/12/2003 | Renuncia a la condició de diputada, després de ser nomenada Consellera de Salut                                   | Esteve Pujol i Badà                 | Socialista (PSC-CpC) | 02/01/2004 |
|  | Ernest Maragall i Mira         | Socialista (PSC-CpC) | 09/01/2004 | Renuncia a la condició de diputat, després de ser nomenat Secretari del Govern                                    | Àngela Gassó i Closa                | Socialista (PSC-CpC) | 13/01/2004 |
|  | Antoni Castells i Oliveres     | Socialista (PSC-CpC) | 09/01/2004 | Renuncia a la condició de diputat, després de ser nomenat Conseller d'Economia i Finances                         | Teresa Estruch Mestres              | Socialista (PSC-CpC) | 13/01/2004 |
|  | Oriol Nel·lo i Colom           | Socialista (PSC-CpC) | 09/01/2004 | Renuncia a la condició de diputat, després de ser nomenat Secretari per a la Planificació Territorial             | Joan Galceran i Margarit            | Socialista (PSC-CpC) | 13/01/2004 |
|  | Manel Nadal i Farreras         | Socialista (PSC-CpC) | 09/01/2004 | Renuncia a la condició de diputat, després de ser nomenat Secretari per a la Mobilitat                            | José Antonio Donaire Benito         | Socialista (PSC-CpC) | 16/01/2004 |
|  | Martí Carnicer i Vidal         | Socialista (PSC-CpC) | 09/01/2004 | Renuncia a la condició de diputat, després de ser nomenat Secretari general del departament d'Economia i Finances | Joaquim Josep Paladella Curto       | Socialista (PSC-CpC) | 23/01/2004 |
|  | Manel Royes i Vila             | Socialista (PSC-CpC) | 22/01/2004 | Renuncia a la condició de diputat, després de ser nomenat delegat del Govern de la Generalitat a Madrid           | Jordi Terrades i Santacreu          | Socialista (PSC-CpC) | 27/01/2004 |
|  | Dolors Nadal i Aymerich        | PPC                  | 24/03/2004 | Renuncia a la condició de diputada, en ser escollida diputada al Congrés                                          | Joan López Alegre                   | PPC                  | 30/03/2004 |
|  | Alícia Sánchez-Camacho i Pérez | PPC                  | 24/03/2004 | Renuncia a la condició de diputada, en ser escollida diputada al Congrés                                          | Manel Ibarz i Casadevall            | PPC                  | 30/03/2004 |
|  | Josep Antoni Duran i Lleida    | CiU (UDC)            | 30/03/2004 | Renuncia a la condició de diputat, després de ser escollit diputat al Congrés                                     | Jordi Turull i Negre                | CiU (CDC)            | 02/04/2004 |
|  | Marta Cid i Pañella            | ERC                  | 31/03/2004 | Renuncia a la condició de diputada, després de ser nomenada Consellera d'Educació                                 | Jordi Castells i Guasch             | ERC                  | 13/04/2004 |
|  | Josep Maria Carbonell i Abelló | Socialista (PSC-CpC) | 17/06/2004 | Renuncia a la condició de diputat, després de ser nomenat conseller del Consell de l'Audiovisual de Catalunya     | Antoni Comín Oliveres               | Socialista (PSC-CpC) | 28/06/2004 |
|  | Miquel Barceló i Roca          | Socialista (PSC-CpC) | 02/09/2004 | Renuncia a la condició de diputat, per motius personals                                                           | Josep Casajuana i Pladellorens      | Socialista (PSC-CpC) | 13/09/2004 |
|  | Josep Huguet i Biosca          | ERC                  | 28/10/2004 | Renuncia a la condició de diputat, després de ser nomenat Conseller de Comerç, Turisme i Consum                   | Elisenda Albertí i Casas            | ERC                  | 09/11/2004 |
|  | Francesc Homs i Ferret         | CiU (CDC)            | 25/01/2005 | Renuncia a la condició de diputat, per motius personals                                                           | Josep Lluís Fernández i Burgui      | CiU (UDC)            | 31/01/2005 |
|  | Jaume Camps i Rovira           | CiU (CDC)            | 28/04/2005 | Renuncia a la condició de diputat, en ser nomenat membre pel Consell Consultiu de la Generalitat de Catalunya     | Meritxell Borràs i Solé             | CiU (CDC)            | 06/05/2005 |
|  | Xavier Vendrell i Segura       | ERC                  | 21/06/2005 | Renuncia a la condició de diputat, després de ser nomenat Secretari general del Conseller Primer                  | Miquel Carrillo Giralt              | ERC                  | 28/06/2005 |
|  | Jordi Carbonell i Sebarroja    | Socialista (PSC-CpC) | 08/07/2005 | Renuncia a la condició de diputat, després de ser nomenat Secretari d'Indústria i Energia                         | Teresa Josa de Riu                  | Socialista (PSC-CpC) | 18/07/2005 |
|  | Joaquim Llena i Cortina        | Socialista (PSC-CpC) | 09/05/2006 | Renuncia a la condició de diputat                                                                                 | Manuela González i Griñán           | Socialista (PSC-CpC) | 12/05/2006 |
|  | Àlex Masllorens i Escubós      | Socialista (PSC-CpC) | 01/06/2006 | Renuncia a la condició de diputat, després de ser nomenat Secretari de Cooperació Internacional                   | Conxita Rodríguez Cara              | Socialista (PSC-CpC) | 16/06/2006 |
|  | Consol Prados i Martínez       | Socialista (PSC-CpC) | 01/06/2006 | Renuncia a la condició de diputada, després de ser nomenada Secretària d'Immigració                               | Montserrat Capdevila i Tatché       | Socialista (PSC-CpC) | 16/06/2006 |
|  | Núria Segú i Ferré             | Socialista (PSC-CpC) | 01/06/2006 | Renuncia a la condició de diputada, després de ser nomenada delegada del Govern de la Generalitat a Tarragona     | Carme Mas i Morillas                | Socialista (PSC-CpC) | 22/06/2006 |